# Liga Española de Baloncesto 1976-1977
La Liga Española de Baloncesto 1976-1977 è stata la 21ª edizione del massimo campionato spagnolo di pallacanestro maschile. La vittoria finale è stata ad appannaggio del Real Madrid.

## Risultati

### Stagione regolare
|     | Squadra              | G  | V  | N | P  | PF    | PS    | P.ti | Qualificazione                 |
| --- | -------------------- | -- | -- | - | -- | ----- | ----- | ---- | ------------------------------ |
| 1.  | Real Madrid          | 22 | 21 | 0 | 1  | 2.503 | 1.856 | 42   |                                |
| 2.  | Barcellona           | 22 | 20 | 1 | 1  | 2.139 | 1.823 | 41   |                                |
| 3.  | Juventud Badalona    | 22 | 15 | 1 | 6  | 2.148 | 1.836 | 31   |                                |
| 4.  | UDR Pineda           | 22 | 11 | 0 | 11 | 1.899 | 1.926 | 22   |                                |
| 5.  | Dico's San Sebastián | 22 | 10 | 0 | 12 | 1.827 | 1.950 | 20   |                                |
| 6.  | Estudiantes          | 22 | 10 | 0 | 12 | 1.979 | 2.036 | 20   |                                |
| 7.  | L'Hospitalet         | 22 | 9  | 1 | 12 | 1.963 | 2.077 | 19   |                                |
| 8.  | Cotonificio Badalona | 22 | 9  | 0 | 13 | 1.903 | 1.895 | 18   |                                |
| 9.  | CE Manresa           | 22 | 8  | 1 | 13 | 1.787 | 1.910 | 17   |                                |
| 10. | CD Basconia          | 22 | 8  | 0 | 14 | 1.970 | 2.103 | 16   |                                |
| 11. | Valladolid           | 22 | 7  | 0 | 15 | 1.831 | 2.087 | 14   | retrocesse in Segunda División |
| 12. | Breogán              | 22 | 2  | 0 | 20 | 1.692 | 2.142 | 4    | retrocesse in Segunda División |

| Liga Española de Baloncesto 1976-1977 |
| ------------------------------------- |
| Real Madrid 19º titolo                |

## Formazione vincitrice
| N° | Naz.                   | Ruolo | Sportivo                    |  | Alt. |  |
| -- | ---------------------- | ----- | --------------------------- |  | ---- |  |
| 4  | Spagna (bandiera)      | AP    | Wayne Brabender             |  | 193  |  |
| 5  | Spagna (bandiera)      | P     | Vicente Ramos               |  | 180  |  |
| 6  | Spagna (bandiera)      | C     | Cristóbal Rodríguez         |  | 202  |  |
| 7  | Spagna (bandiera)      | P     | Carmelo Cabrera             |  | 183  |  |
| 8  | Spagna (bandiera)      | AP    | Vicente Paniagua            |  | 194  |  |
| 9  | Spagna (bandiera)      | AP    | Luis María Prada            |  | 194  |  |
| 10 | Stati Uniti (bandiera) | AP    | Walt Szczerbiak             |  | 198  |  |
| 11 | Spagna (bandiera)      | P     | Juan Antonio Corbalán       |  | 184  |  |
| 12 | Spagna (bandiera)      | C     | Rafael Rullán               |  | 207  |  |
| 13 | Spagna (bandiera)      | C     | Clifford Luyk               |  | 202  |  |
| 14 | Spagna (bandiera)      | AG    | Juan Manuel López Iturriaga |  | 194  |  |
| 15 | Stati Uniti (bandiera) | AG    | John Coughran               |  | 201  |  |
|    | Spagna (bandiera)      | C     | Fernando Romay              |  | 213  |  |
|    | Spagna (bandiera)      | All.  | Lolo Sainz                  |  |      |  |